# Championnat de Russie féminin de football 2020
Navigation
Édition précédente Édition suivante
La saison 2020 du Championnat de Russie féminin de football est la vingt-neuvième saison du championnat. Le CSKA Moscou, vainqueur de l'édition précédente, remet son titre en jeu. Lors de l'inter-saison, le Torpedo Ijevsk est dissous. Le ZFK Zénith, section féminine du Zénith Saint-Pétersbourg, intègre le championnat.

## Organisation
Le championnat consiste en une poule de huit où toutes les équipes rencontrent trois fois leurs adversaires. D'abord en match aller-retour, puis avec un match supplémentaire, le club recevant étant tiré au sort. Il y a donc 21 rencontres pour chaque équipe.

### Équipes participantes
Ce tableau présente les huit équipes qualifiées pour disputer le championnat. 
Légende des couleurs
- Seizièmes de finale de la Ligue des champions féminine 2019-2020
- Promu de deuxième division

| Club                     | Classement 2019 | Stade                            | Capacité | Ville             |
| ------------------------ | --------------- | -------------------------------- | -------- | ----------------- |
| CSKA Moscou              | 1re             | Stade Oktyabr                    | 5 083    | Moscou            |
| Lokomotiv Moscou         | 2e              | Sapsan Arena                     | 10 000   | Moscou            |
| Zvezda 2005              | 4e              | Stade Zvezda                     | 17 000   | Perm              |
| Riazan VDV               | 5e              | Stade Spartak                    | 6 000    | Riazan            |
| Tchertanovo Moscou       | 6e              | Arena Tchertanovo                | 490      | Moscou            |
| Ienisseï Krasnoïarsk     | 7e              | Arena Ienisseï                   | 3 000    | Krasnoïarsk       |
| Zénith Saint-Pétersbourg |                 | Smena Stadium                    | 3 000    | Saint-Pétersbourg |
| FK Krasnodar             |                 | Stade de l'académie de Krasnodar | 3 500    | Krasnodar         |

## Compétition

### Classement
| Rang | Équipe                     | Pts | J  | G  | N | P  | Bp | Bc | Diff |
| ---- | -------------------------- | --- | -- | -- | - | -- | -- | -- | ---- |
| 1    | CSKA Moscou T              | 33  | 14 | 10 | 3 | 1  | 20 | 9  | +11  |
| 2    | Lokomotiv MoscouC          | 32  | 14 | 9  | 5 | 0  | 26 | 6  | +20  |
| 3    | Zvezda 2005                | 21  | 14 | 5  | 6 | 3  | 15 | 7  | +8   |
| 4    | Riazan VDV                 | 19  | 14 | 5  | 4 | 5  | 12 | 11 | +1   |
| 5    | Zénith Saint-Pétersbourg P | 15  | 14 | 4  | 3 | 7  | 14 | 14 | 0    |
| 6    | FK Krasnodar P             | 14  | 14 | 3  | 5 | 6  | 14 | 19 | -5   |
| 7    | Ienisseï Krasnoïarsk       | 11  | 14 | 2  | 5 | 7  | 5  | 15 | -10  |
| 8    | Tchertanovo Moscou         | 7   | 14 | 2  | 1 | 11 | 8  | 33 | -25  |

| Légende : Qualifications et relégations | Légende : Qualifications et relégations                                |
| --------------------------------------- | ---------------------------------------------------------------------- |
|                                         | Ligue des champions féminine 2021-2022                                 |
|                                         | T : Tenant du titre P : Promu C : Vainqueur de la Coupe de Russie 2020 |

## Bilan de la saison
| Championnat de Russie féminin de football 2020        |                        |
| Champion                                              | CSKA Moscou (2e titre) |
| Dauphin                                               | Lokomotiv Moscou       |
| Coupes et trophées                                    |                        |
| Vainqueur de la Coupe de Russie 2020                  | Lokomotiv Moscou       |
| Qualifications continentales                          |                        |
| Ligue des champions féminine de l'UEFA 2021-2022      | CSKA Moscou            |
| Ligue des champions féminine de l'UEFA 2021-2022      | Lokomotiv Moscou       |
| Promotions et relégations                             |                        |
| Promus en Championnat de Russie féminin de football   | Aucun                  |
| Relégués en Championnat de Russie féminin de football | Aucun                  |